# Basquetebol do Bursaspor Kulübü Derneği
A equipe de basquetebol do Bursaspor Kulübü Derneği, conhecido também como Bursaspor por razões de patrocinadores, é o departamento do clube baseado em Bursa, Turquia que atualmente disputa a TBL. Manda seus jogos no Ginásio Esportivo Bursa Ataturk com capacidade para 3.500 espectadores.

## Histórico de Temporadas
| Temporada                   | Nível | Liga | Pos. | J     | PL  | Resultado                      |
| --------------------------- | ----- | ---- | ---- | ----- | --- | ------------------------------ |
| Yesimspor Bursa (2004-2007) |       |      |      |       |     |                                |
| 2003-04                     | 3     | D3   |      |       |     |                                |
| 2004-05                     | 2     | D2   | 2    | 13-5  | 5-8 |                                |
| 2005-06                     | 2     | TBL2 | 8    | 17-13 |     |                                |
| Bursa Basketbol (2007-2014) |       |      |      |       |     |                                |
| 2006-07                     | 2     | TB2L | 7    |       |     |                                |
| 2007-08                     | 2     | TB2L | 7    | 9-11  |     |                                |
| 2008-09                     | 2     | TB2L | 7    | 9-11  |     | Rebaixado                      |
| 2009-10                     | 3     | D3   |      |       |     | Quartas de finais              |
| Bursaspor (2014-presente)   |       |      |      |       |     |                                |
| 2014-15                     | 3     | TB3L | 3    | 16-6  |     |                                |
| 2015-16                     | 3     | TB2L | 1    | 21-1  | 4-2 | Promovidofinalista             |
| 2016-17                     | 2     | TBL  | 4    | 26-8  | 3-3 | 3º lugar no quadrangular final |
| 2017-18                     | 2     | TBL  | 2    | 27-7  | 3-3 | Semifinalista                  |
| 2018-19                     | 2     | TBL  | 1    | 25-5  |     | Promovidocampeão               |

fonte:eurobasket.com

## Títulos

### Segunda divisão
- Campeão (1):2018-19

### Terceira divisão
- Finalista (1):2015-16